# Opel GT
El Opel GT es un automóvil deportivo producido por el fabricante alemán Opel. Existen dos generaciones totalmente distintas del GT.

## Primera generación

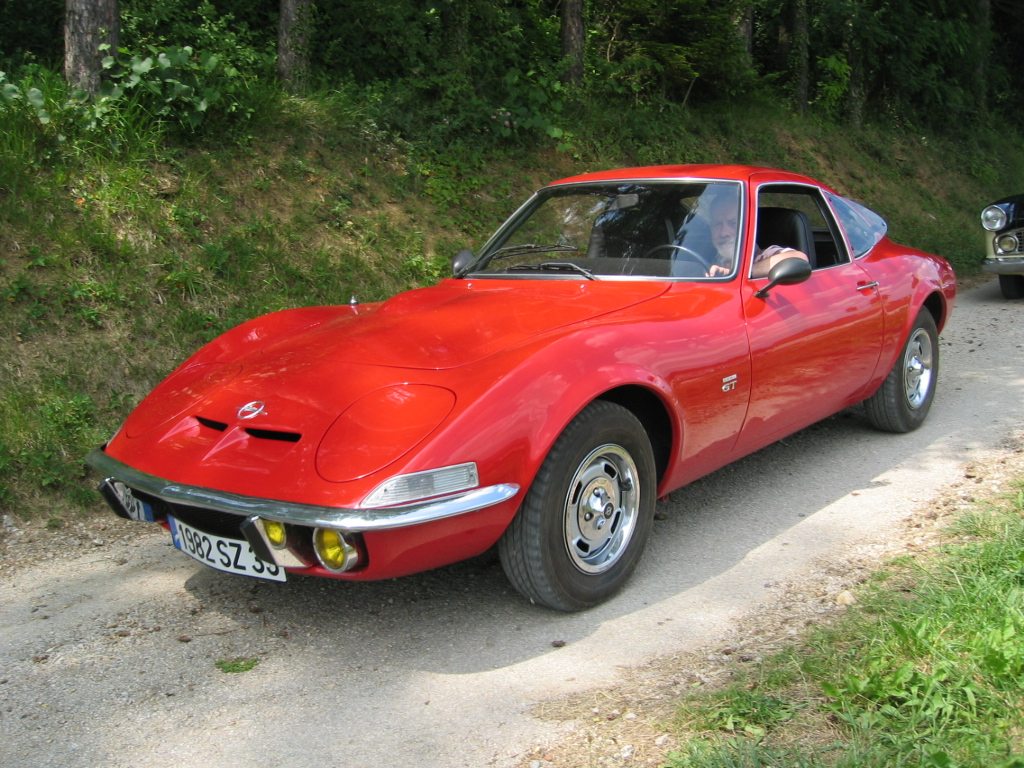
La primera generación del Opel GT

El GT experimental se construyó para el Salón del Automóvil de Fráncfort en septiembre de 1965. Por sus suaves líneas y faros retráctiles, era muy distinto a cualquier modelo anterior de la marca. Al aparecer en 1967 la nueva gama Kadett B, estaba preparado el terreno para poner en producción el modelo GT con el cambio del nuevo modelo.
Diseñado por Erhard Schnell de Opel, el Opel GT es un fastback, que no tiene un maletero accesible externamente como un hatchback convencional.
El diseño del prototipo original se modificó ligeramente sobre todo por razones prácticas. Como la producción prevista para el GT era de 20.000 unidades/año (pequeña para la planta de Russelsheim) se llegó a un acuerdo con los carroceros franceses Brissonneau y Lotz en Creil para que lo fabricasen ellos. En el Salón del Automóvil de Ginebra en 1971 se presentó una versión más económica denominada GT/J. Se mantuvo en producción hasta 1973, superando los 100.000 vehículos vendidos.
Homologado como Gran Turismo, el GT resultó una eficiente máquina de competición, y el especialista italiano Virgilio Conrero logró potenciar considerablemente el motor. En su versión de calle el GT era un 4 cilindros, 1897 cc, 90 CV, tracción trasera y biplaza con cambio manual de 4 velocidades.

## Segunda generación

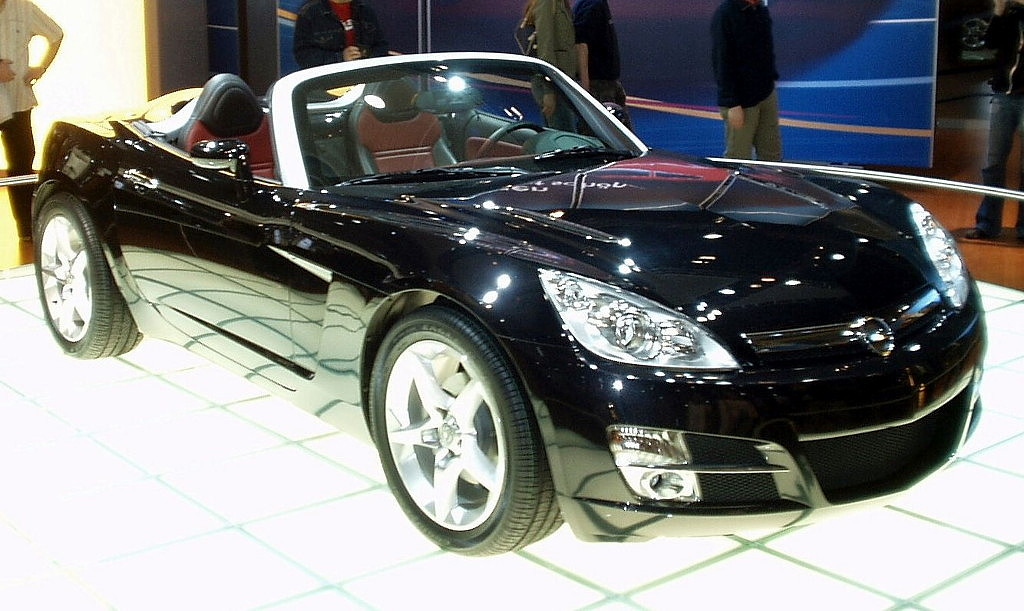
La segunda generación del Opel GT

En 2006 se presentó la segunda generación del GT, y se empezó a comercializar en 2007.Un vehículo para un público más exclusivo y selecto. A diferencia del anterior, éste es un descapotable y se produjo hasta julio de 2008 en Estados Unidos, debido a que el nuevo modelo se basa en los Saturn Sky y Pontiac Solstice que se ensamblan en Wilmington, Delaware. El nuevo Opel GT monta un motor de cuatro cilindros en línea, con 2,0 litros de cilindrada y con turbocompresor que desarrolla una potencia máxima de 264 CV. 
El modelo se dejó de fabricar en el año 2010, sin tener sucesor alguno en la gama de Opel.

## GT Concept (2016)
El Opel GT Concept se presentó en el Salón de Ginebra de 2016. Inspirado en el Opel Monza Concept, adelantando nuevas tecnologías y líneas de diseño de los futuros modelos de la marca. El vehículo usaba un motor 3 cilindros turbo de 1 litro con tracción trasera y 145 cv de potencia, con un cambio semiautomático de 6 velocidades. 
Se anunció que podría entrar a producción en 2018, haciendo homenaje a los 50 años del Opel GT de 1968. Sin embargo, razones como la adquisición de la marca por parte del grupo PSA acabaron con Opel cancelando el proyecto.